# Caecum strigosum
Caecum strigosum är en snäckart som beskrevs av de Folin 1868. Caecum strigosum ingår i släktet Caecum och familjen Caecidae. Inga underarter finns listade i Catalogue of Life.